# Boxholms kyrkokör
Boxholms kyrkokör var en blandad kör och kyrkokör i Ekeby församling, Boxholm som bildades senast 1934.